# Henri Germain (football)
Pour les articles homonymes, voir Henri Germain et Germain.
Henri Germain, né le 16 mai 1906 à Ludes (Marne) et mort le 31 décembre 1990 à Reims (Marne), est un dirigeant de football français. Il a participé aux destinées du  Stade de Reims pendant plus de trois décennies (1938/1941-1966 et 1970-1977) et a largement contribué à ce que l'association champenoise soit l'un des plus grands clubs européens dans les années 1950.

## Biographie
Henri Germain est originaire de Ludes, petit village à quelques kilomètres au sud de Reims.Il a été joueur de rugby au Sporting Club rémois dans les années 1920.
Le 18 juin 1931 plusieurs clubs rémois dont principalement la Société Sportive du Parc Pommery, association corporative de la maison de champagne fondée en 1911, forment un nouveau club : le Stade de Reims. La maison de Champagne Pommery & Greno soutient financièrement et structurellement le nouveau club. L'équipe rémoise joue sur les terrains de l'entreprise au parc Pommery, et lorsqu'en 1938 le Sporting Club rémois fusionne avec le Stade de Reims, il apporte en dotation les couleurs rouges et blanches des maillots et ses dirigeants Victor Canard et Henri Germain. Ce dernier possède une grande connaissance des joueurs et des terrains de la région. En 1941, il est nommé responsable technique du Club, alors que son ami d'enfance Victor Canard prend la présidence administrative du club en 1945. Henri Germain est alors nommé  Président technique.
Ce duo soutenu par la maison Pommery a su regrouper les meilleurs éléments dans la Cité des sacres. Henri Germain, président de l'éphémère Équipe fédérale Reims-Champagne, pour le championnat fédéral 1943-1944, en profite pour faire venir de bons joueurs à Reims. Il fait confiance successivement aux anciens joueurs Sarkis Garabedian, Henri Roessler et Albert Batteux, pour entraîner l'équipe. En prélude, Garabedian emmène l'équipe fédérale en finale de la Coupe de France 1944. Sous Roessler, Reims est vice-champion de France en 1947, puis pour la première fois champion de France en 1949 et vainqueur de la Coupe de France en 1950. Sous Batteux de 1950 à 1963 six autres titres nationaux et quatre finales européennes: victoire de la Coupe Latine en 1953, finale de la Coupe Latine en 1955 et de la Coupe d'Europe des Clubs champions 1956 et 1959. En outre, le président a également accordé une grande importance dans la formation de nouvelles générations de joueurs et au développement d'équipes amateurs en réserve.
De nombreux joueurs se sont révélés grâce au Stade de Reims de Henri Germain : ainsi au milieu des années 1940 apparaissent Jonquet, Flamion, Marche, Pierre Sinibaldi, Jacowski, Bini et Penverne. Viennent ensuite vers 1950, Paul Sinibaldi, Prouff, Leblond, Appel, Méano, Templin, Zimny, Cicci, Bliard et Kopa. Puis se révéleront au milieu des années 1950, Léon Glovacki, et enfin Robert Siatka, Raoul Giraudo, Michel Hidalgo, Jean Vincent, Just Fontaine, Bruno Rodzik, Dominique Colonna, Roger Piantoni.
En 1953, à la suite de divergences entre les deux amis d'enfance, Victor Canard cède la direction administrative à Henri Germain qui devient président unique.
Les anciens joueurs rémois font tous l'éloge de Henri Germain : bien que paternaliste, c'était une autorité à l'écoute des joueurs. Malgré les possibilités financières réduites du club (moins de 10 000 spectateurs en moyenne), il a su conserver les meilleurs éléments au club et organiser des tournées dans les stades du monde entier.
Au début des années 1960, les succès sportifs en déclin, la critique vis-à-vis de son style de présidence se développe. La fin du contrat de l'entraîneur Albert Batteux, suivie de la descente en division 2, précipitent son départ. Après la remontée en 1966, il cède la direction du club. Nommé président d'honneur, son bilan reste élogieux. En 19 ans, outre ses différents titres et trophées, le stade de Reims a fourni 25 internationaux pour un total de 372 sélections à l'équipe de France. Les joueurs rémois ont largement contribué à l'épopée suédoise de l'équipe de France en 1958.
Lorsque Reims remonte en division 1 en 1970, Henri Germain est rappelé à la direction du club. Il cède définitivement la présidence après la finale de la Coupe de France perdue par Reims en 1977.
La tribune présidentielle du nouveau Stade Auguste Delaune, inauguré en 2008 (celui du Stade de Reims) porte aujourd'hui son nom.

## Palmarès
- Champion de France 1942 (Zone Occupée), 1949, 1953, 1955, 1958, 1960 et 1962[3]
- Vice-Champion de France 1947, 1954 et 1963
- Troisième du Championnat de France 1947, 1950, 1957 et 1961
- Vainqueur de la coupe de France 1950 et 1958
- Finaliste de la Coupe de France 1944 (avec l'ÉF Reims-Champagne) et 1977
- Finaliste de la Coupe d'Europe des Clubs Champions 1956 et 1959
- Vainqueur de la Coupe Latine 1953
- Finaliste de la Coupe Latine 1955
- Champion de France amateur 1939 et 1948